# Ofensiva del norte de Kiev
La ofensiva del norte de Kiev fue un enfrentamiento militar que tuvo lugar  entre las Fuerzas Armadas de Rusia y las Fuerzas Armadas de Ucrania desde el 24 de febrero de 2022, al comienzo de la invasión rusa de Ucrania, hasta el 2 de abril de 2022. Los enfrentamientos se dieron en la óblast de Kiev y en la ciudad homónima, que es la capital nacional de Ucrania así como su ciudad más poblada.

## Contexto
En la mañana del jueves 24 de febrero de 2022, las fuerzas rusas lanzaron ataques contra el Aeropuerto Internacional de Borýspil y el Aeropuerto Antónov, dos aeropuertos ubicados en las afueras de Kiev. Los paracaidistas rusos aterrizaron en el aeropuerto de Hostómel y tomaron el control brevemente, después de lo cual comenzaron los intensos combates por el control del aeropuerto. Posteriormente, las fuerzas rusas fueron repelidas del aeropuerto por las tropas ucranianas, según funcionarios ucranianos. Las fuerzas rusas, habiéndose reunido antes del comienzo de la invasión en la parte de la Zona de exclusión de Chernóbil controlada por Bielorrusia, cruzaron la frontera hacia Ucrania y tomaron el control de la Central nuclear de Chernóbil en el norte de la óblast de Kiev después de una escaramuza con las tropas ucranianas.

## Cronología

### 24 de febrero

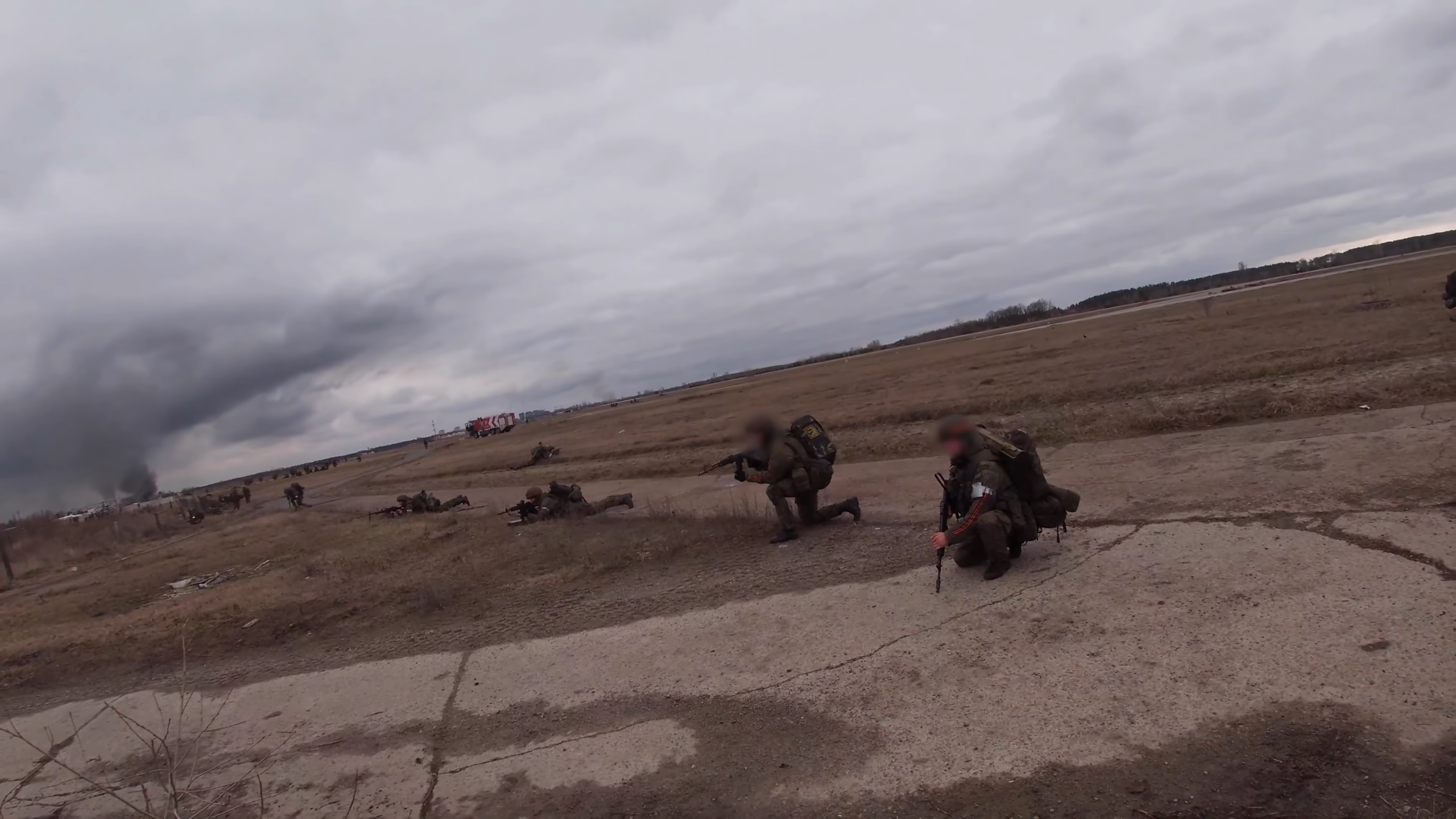
Tropas aerotransportadas rusas durante la batalla del Aeropuerto Antónov, 24 de febrero

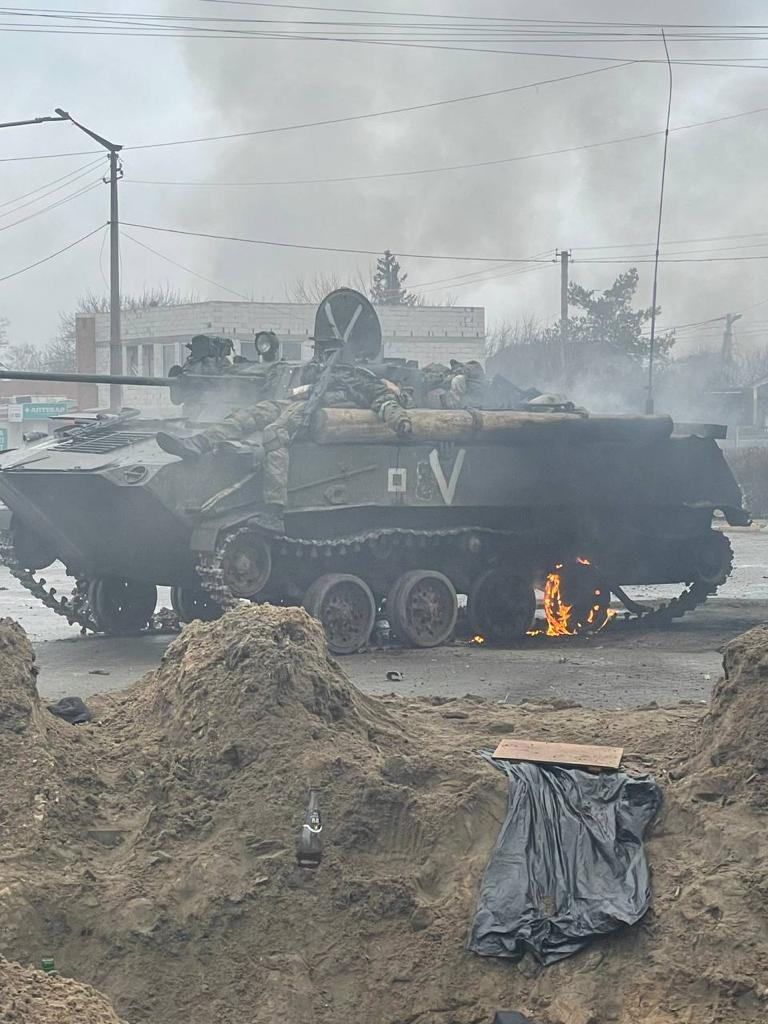
Un BMD-2 de la 31.a Brigada de Asalto Aéreo de la Guardia de Rusia dañado durante la Batalla de Hostómel.

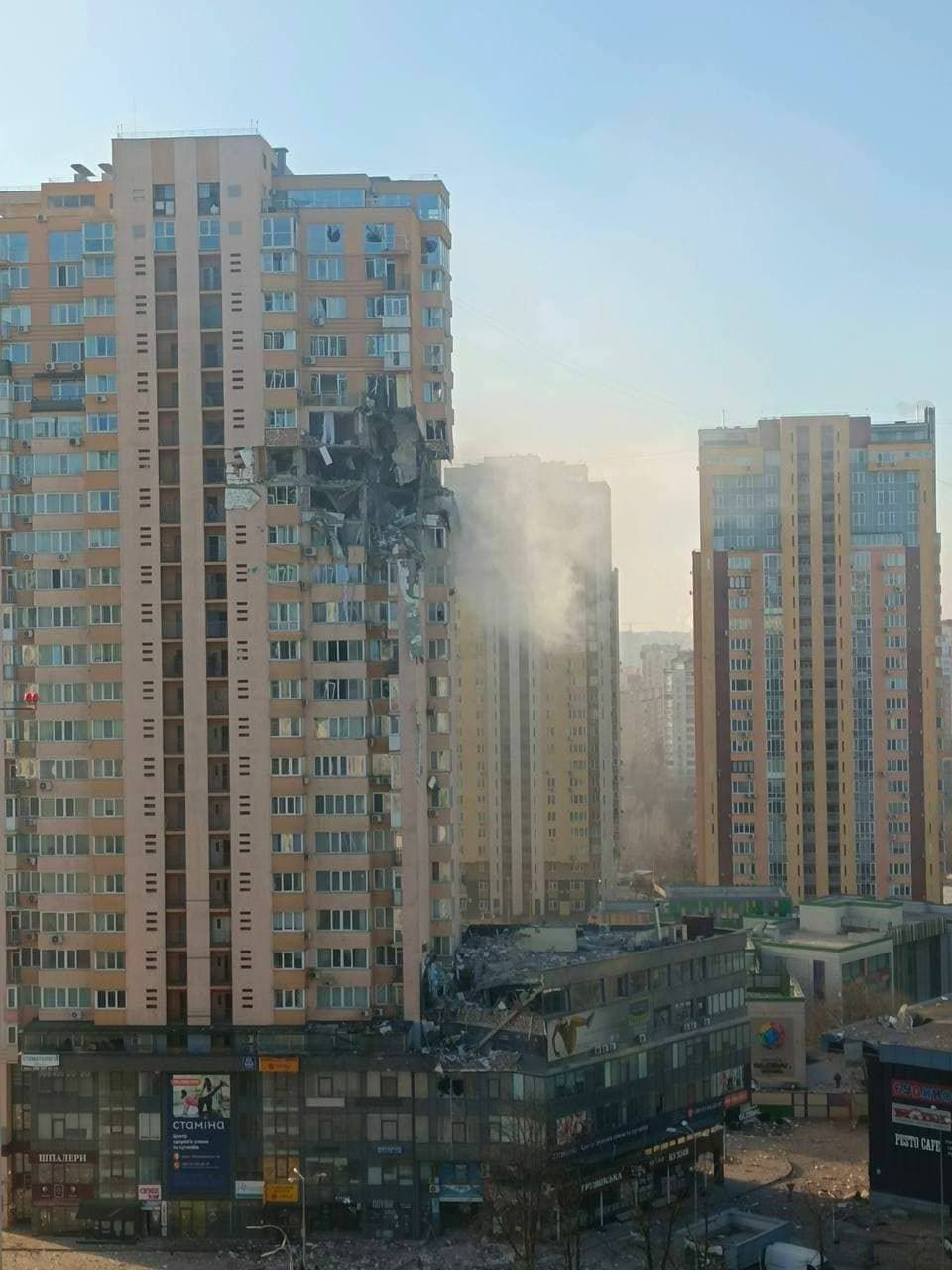
Edificio residencial en Kiev impactado por un misil el 26 de febrero de 2022 durante la Batalla de Kiev..

En la madrugada del 24 de febrero, las fuerzas militares rusas comenzaron a realizar ataques con artillería y misiles contra objetivos en la óblast de Kiev, incluido el Aeropuerto Internacional de Borýspil, que es el aeropuerto principal de Kiev.
Más tarde esa mañana, las fuerzas rusas que se habían concentrado previamente en Bielorrusia cruzaron la frontera con Ucrania y entraron en la óblast de Kiev desde el norte. Los rusos tomaron el control de la central nuclear de Chernóbil ubicada cerca de la frontera, después de un enfrentamiento con las tropas ucranianas.
Más tarde ese mismo día, los paracaidistas rusos aterrizaron en el aeropuerto de Hostómel y tomaron brevemente el control del mismo, después de lo cual comenzaron los intensos combates por el control del aeropuerto. Los paracaidistas rusos fueron posteriormente repelidos del aeropuerto por las tropas ucranianas, según funcionarios ucranianos. Las fuerzas rusas también han intentado aterrizar en el embalse de Kiev y sus alrededores.
En la noche del 24 de febrero, el presidente ucraniano Volodímir Zelenski declaró que "grupos subversivos" se acercaban a Kiev. Esa noche, el secretario de Defensa de los Estados Unidos, Lloyd Austin, dijo durante una conversación con los congresistas que algunas unidades de infantería mecanizada rusas habían avanzado hasta 32 kilómetros de Kiev.

### 25 de febrero
En la mañana del 25 de febrero, la Fuerza Aérea Rusa continuó su bombardeo de la ciudad capital, bombardeando el centro de Kiev. Posteriormente, las fuerzas ucranianas derribaron un avión ruso sobre Kiev; el avión se estrelló contra un complejo de apartamentos de nueve pisos, incendiando el edificio.
A las 06:47 (GMT+2), una unidad del ejército ucraniano detonó un puente sobre el río Téteriv cerca de Ivánkiv, deteniendo una columna de tanques rusos que avanzaba desde Chernóbil. El Estado Mayor General de las Fuerzas Armadas de Ucrania dijo más tarde que los soldados de asalto aerotransportados ucranianos se habían enfrentado a los rusos en Ivánkiv y Dýmer.
A media mañana, saboteadores rusos vestidos como soldados ucranianos habían entrado en el raión de Obolón, un área en la parte norte de Kiev que está a unos 9,7 kilómetros de la Rada Suprema. A lo largo del día durante la Batalla de Kiev , se escucharon disparos en varios barrios de la ciudad; Las autoridades ucranianas describieron los disparos como resultado de enfrentamientos con las tropas rusas.
Algunos soldados rusos pudieron romper la defensa ucraniana en Ivánkiv, aunque esa batalla continuó durante todo el día. Según el Ministerio de Defensa de Rusia, estas fuerzas rusas pudieron avanzar y capturar el aeropuerto de Hostómel después de un asalto terrestre, creando una zona de aterrizaje clave para las fuerzas rusas a solo 10 kilómetros de Kiev.
En algún momento del día, una columna militar rusa fue destruida por las fuerzas ucranianas en un puente en la ciudad de Irpín, justo al sur de Hostómel, destruyendo al menos un vehículo y dejando muertos a sus tripulantes.
Zelensky instó a los ciudadanos a contraatacar con cócteles molotov. Las Fuerzas de Defensa Territorial de reserva fueron activadas para defender la capital. También se distribuyeron 18.000 armas a los residentes de Kiev que estaban dispuestos a luchar.

### 26 de febrero
En la madrugada del 26 de febrero, los paracaidistas rusos comenzaron a aterrizar en la ciudad de Vasylkiv, justo al sur de Kiev, para capturar la base aérea de Vasylkiv. En la batalla que siguió, comenzaron intensos combates por el control de la ciudad. A la 01:30 (UTC+2), las fuerzas ucranianas afirman que aviones de combate Su-27 ucranianos derribaron un Ilyushin Il-76 ruso que transportaba paracaidistas sobre Vasylkiv. Alrededor de las 03:20 (UTC+2), la Agencia Estatal de Comunicaciones Especiales de Ucrania informó que un segundo Il-76 fue derribado sobre Bila Tserkva.
Durante la mañana, las fuerzas rusas comenzaron a asaltar formalmente Kiev, bombardeando la ciudad con artillería e intentando capturar una planta de energía y una base militar dentro de la ciudad. Las fuerzas ucranianas pudieron defender ambos objetivos. La alcaldesa de Vasylkiv, Natalia Balasinovich, dijo que su ciudad había sido defendida con éxito por las fuerzas ucranianas y que la lucha estaba terminando.
Las fuerzas ucranianas lograron recuperar la planta de energía de Kiev y para las 8:30 (UTC+2) ya estaba funcionando con normalidad. Las defensas aéreas ucranianas supuestamente también interceptaron un misil dirigido a la planta. Interfax afirmó que si la presa de la planta fallara, las inundaciones podrían destruir "toda la orilla izquierda de Kiev".
Ese mismo día, tres días después del comienzo de la invasión, RIA Nóvosti, agencia de noticias estatal rusa, por error publicó un artículo titulado "La llegada de Rusia y el nuevo mundo", que se preparó con antelación anticipando la victoria rusa. En él se anunció que Rusia había ganado la guerra ruso-ucraniana y que "Ucrania había regresado a Rusia".Aleksandr Lukashenko ya había declarado que, en caso de conflicto armado, Kiev sería tomada en "3 o 4 días".Margarita Simonián, redactora jefe de la agencia de noticias estatal RT, hizo también declaraciones similares sobre poder "derrotar a Ucrania en 2 días".

### 27 de febrero
Durante la madrugada del 27 de febrero, hubo algunos enfrentamientos con saboteadores rusos en Kiev. Los funcionarios locales afirmaron que Kiev seguía totalmente controlado por las fuerzas ucranianas por la mañana. En la noche del 27 de febrero, Associated Press informó que el alcalde de Kiev, Vitali Klichkó, había declarado que la ciudad estaba rodeada. Sin embargo, el portavoz de Klichkó le dijo más tarde a The Kyiv Independent que el alcalde había hablado mal y que los informes sobre el cerco de Kiev eran falsos.

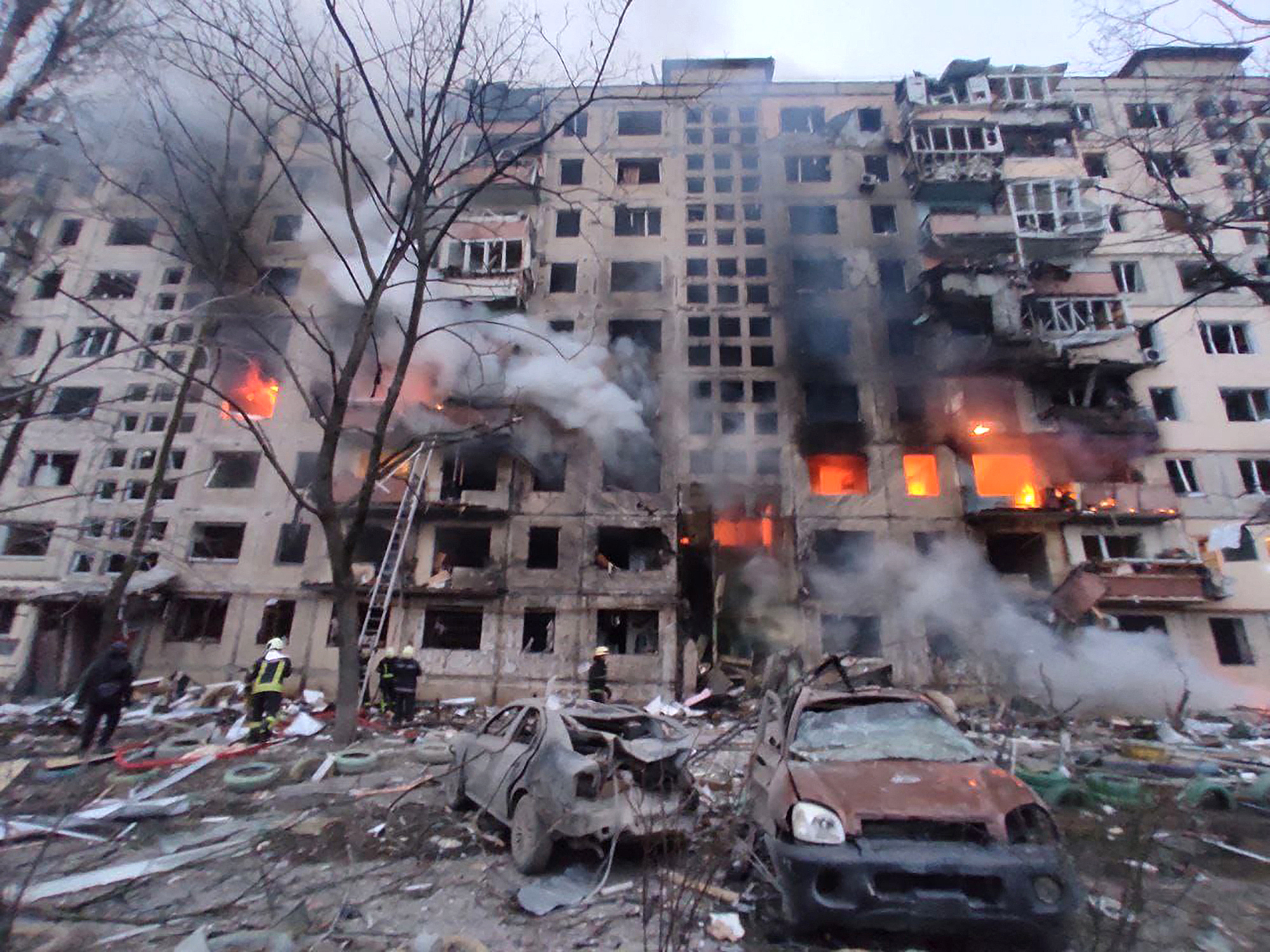
Edificio destruido en la calle Bohatyrska el 14 de marzo de 2022.

Más tarde esa mañana, un cohete cayó y explotó en el patio de un edificio de 16 pisos ubicado en Troiéschyna, provocando el incendio de 7 automóviles. Según funcionarios ucranianos, el misil fue disparado por un bombardero estratégico ruso desde Bielorrusia.
En la noche del 27 de febrero, un convoy ruso intentó establecer una base en el metro de Syréts, lo que resultó en un enfrentamiento mortal con soldados ucranianos. Las tropas rusas también dispararon contra un autobús militar ucraniano, lo que provocó un número desconocido de víctimas.

### 28 de febrero
Una nueva ola de tropas rusas avanzó hacia la ciudad de Kiev, pero hubo pocos combates directos, y solo se dispararon tres misiles contra la ciudad ese día. Las imágenes de satélite registradas por Maxar Technologies registraron una larga columna de vehículos rusos que se dirigían al sur de Kiev a lo largo de una carretera de 64 km de largo que se acercaba a Kiev desde el norte, y estaba aproximadamente a 39 km (24 millas) del centro de Kiev. Las autoridades ucranianas dispararon contra un ciudadano ucraniano-israelí al que confundieron con un miembro checheno del ejército ruso.
El Ministerio de Defensa ruso emitió una advertencia a los civiles de que tenían la intención de atacar las instalaciones de transmisión ucranianas alrededor de Kiev y que todos los residentes cercanos deberían abandonar el área. Esa noche se dispararon misiles rusos contra una base militar en Brovary, provocando un incendio masivo.

### 1 de marzo
El primero de marzo, un convoy de tanques, distintos vehículos armados y artillería remolcada entre otros de 64 kilómetros fue avistado dirigiéndose hacia Kiev, supuestamente dirigido desde el aeropuerto de Kiev-Antónov en Hóstemel, Óblast de Kiev. Por la tarde, las Fuerzas Armadas de Rusia bombardearon la torre de telecomunicaciones de Kiev intentando derribarla, provocando la muerte de cinco personas. El Centro Conmemorativo del Holocausto de Babi Yar confirmó los informes de que un segundo misil había golpeado accidentalmente el monumento cercano a la masacre de Babi Yar.

### 2 de marzo
El alcalde Vitali Klichkó dijo que el ejército ruso comenzaba a rodear la ciudad en un intento de imponer un bloqueo. La Fuerza Aérea de Ucrania también confirmó que había derribado dos Sukhoi Su-35 rusos sobre Kiev la noche anterior.
Klichkó le dijo al Canal 24 que los tanques se acercaban a Kiev desde Bielorrusia y que las autoridades ucranianas estaban inspeccionando los puestos de control. La jefa de inteligencia de las Fuerzas de Defensa de Estonia, Margo Grosberg, estimó que el avance del convoy ruso llegaría a los suburbios de Kiev en al menos dos días, después de lo cual intentarían sitiar la ciudad. El Presidente de Polonia, Andrzej Duda, dijo que Zelenski le dijo que las fuerzas ucranianas no se retirarían de Kiev.
Los escombros de un misil interceptado cayeron en la Estación central de ferrocarril de Kiev, Kiev-Pasazhyrskyi, dañando una importante tubería de calefacción. La explosión resultante causó daños menores a la estación.
La ofensiva progresó escasamente debido a problemas logísticos rusos; incluyendo, en algunas de sus unidades, problemas de alimento.
Ese mismo día, el SBU publicó un vídeo que muestra a un soldado ruso capturado afirmando que su unidad fue enviada a Ucrania con suministros de alimentos para sólo tres días. Correos electrónicos filtrados del FSB revelan dichos planes para capturar la ciudad en tres días.Documentos encontrados dentro de tanques rusos mencionan cómo la "operación militar especial" concluiría en diez días. Ucrania también capturó tanques emblemáticos utilizados en desfiles junto con uniformes militares, lo que sugiere que Rusia esperaba marchar en Kiev después de una rápida victoria.

### 3 de marzo
The New York Times estimó que más de 15.000 personas se refugiaron en el metro de la ciudad. El Ministerio de Defensa del Reino Unido emitió un comunicado de que en los últimos tres días el avance del convoy ruso ha hecho "poco progreso perceptible" en el futuro.

### 4 de marzo
Una nueva ola de bombardeos golpeó el centro de Kiev, incluido el distrito de Borschahivka. Una investigación de CNN de videos publicados en las redes sociales que mostraban las secuelas de los ataques con misiles encontró que los ataques aéreos alcanzaron un centro comercial y muchos edificios de varios pisos en las áreas occidentales de la ciudad.

### 5 al 8 de marzo
Un vehículo ruso BMD-2 (de la 31.ª Brigada de Asalto Aéreo) destruido en Hostómel, en las afueras de Kiev. El 7 de marzo, las autoridades ucranianas dijeron que habían destruido dos aviones rusos. Volodímir Zelenski respondió a las acusaciones de que había huido de la ciudad con un video de sí mismo dentro de su oficina en Kiev.

### 9 de marzo
Por la mañana, las fuerzas rusas comenzaron a bombardear la ciudad nuevamente, lo que provocó varias explosiones. Más tarde este día, las autoridades rusas y ucranianas acordaron hacer un corredor humanitario temporal, lo que resultó en una evacuación masiva de civiles de los suburbios.

### 10 de marzo
El alcalde de Kiev, Vitali Klichkó, afirmó que casi dos millones de personas, o la mitad de la población de la ciudad, habían abandonado la ciudad desde el comienzo de la guerra.

### 12 de marzo
Los bombardeos provocaron dos incendios: en el centro y en las afueras de Kiev. Los rescatistas del Servicio Estatal de Emergencias de Kiev informaron que en el barrio Podil, un dron suicida ruso, identificado como Zala KUB, fue derribado sobre el edificio del Banco de Ahorros del Estado de Ucrania (Oschadbank), provocando un incendio. El segundo incendio se produjo en Berkovéts, en el extremo noroeste de la ciudad, debido al impacto de un objeto desconocido.
Ese mismo día, las fuerzas rusas afirmaron haber destruido una base de la fuerza aérea al sur de Kiev cerca de Vasylkiv y el centro de reconocimiento de inteligencia de las fuerzas armadas ucranianas en Brovarý, al este la capital Kiev.

### 14 de marzo
En la mañana del 14 de marzo, un proyectil ruso alcanzó un edificio residencial de 9 pisos en Obolón. El edificio quedó parcialmente destruido, con al menos una persona muerta y 12 heridas. Otro cohete ruso fue derribado sobre Kiev, y sus fragmentos dañaron un edificio residencial de 5 pisos en Kurenivka, matando a una persona y otras seis resultaron heridas. Además, las fuerzas rusas dispararon 3 cohetes contra la planta de producción en serie de Antónov, hiriendo a siete personas.

### 15 de marzo
La estación de metro Lukiánivska resultó dañada debido a una explosión por la mañana. Más tarde en la mañana, las fuerzas rusas bombardearon áreas residenciales, incluidos los distritos de Sviatoshyn, Podil y Osokorky, incendiando varios edificios. Cuatro personas murieron por bombardeos en Sviatoshyn. Ese día, los jefes de Gobierno de Polonia, Eslovenia y la República Checa viajaron a Kiev en tren para expresar su solidaridad con el gobierno ucraniano. La visita fue coordinada con los demás socios de la Unión Europea y posteriormente se reunieron con Zelenski, quien instó a otros líderes a hacer lo mismo.
Se declaró un toque de queda en la ciudad desde las 20:00 del 15 de marzo hasta las 07:00 del 17 de marzo, según el jefe de la administración militar Nikolái Zhírov, por motivos de seguridad, incluida la destrucción de un grupo de sabotaje y reconocimiento del enemigo.

### 16 de marzo
Fueron detenidos en Kiev 105 sospechosos de sabotaje. Por la mañana, como resultado de un bombardeo ruso, dos edificios de 12 y 9 pisos en el distrito de Shevchenko, resultaron dañado. En la tarde del mismo día, según el alcalde de la ciudad, Vitali Klichkó, las tropas rusas dispararon contra varias casas particulares en la región de Podolsk, como resultado de lo cual se produjo un incendio y se dañó un gasoducto de baja presión.

### 19 de marzo
Según las autoridades de Kiev, 228 civiles habían muerto y otros 912 resultaron heridos en la capital. Durante la noche, las fuerzas ucranianas llevaron a cabo contraataques locales en los límites de la ciudad por primera vez para hacer retroceder a las unidades rusas de los suburbios de Kiev.

### 20 de marzo
Durante la noche, se convirtió en el objetivo de un bombardeo ruso, el centro comercial Retroville, en el noroeste de Kiev que anteriormente había sido usado para albergar equipamiento militar y tropas. Al menos seis personas murieron.

La línea del frente ruso al oeste de Kiev se extendía a lo largo del río Irpín, excepto la ciudad del mismo nombre al oeste de ese río que estaba parcialmente en manos de unidades ucranianas. Los esfuerzos para expulsar a las unidades rusas de los pueblos de los alrededores, como Irpín al oeste de la ciudad y Brovarý al este, se basaron, entre otras cosas, en el hecho de que las fuerzas armadas rusas tenían que tomar estos pueblos si querían atacar Kiev con su artillería. Los obuses rusos tendrían un alcance de unos 25 kilómetros. Las tropas rusas todavía están demasiado lejos para atacar el centro de la ciudad, por ejemplo, en el aeródromo de Hostómel. El intento de los rusos de cruzar el río Irpín fue repelido por las tropas ucranianas. La ciudad de Brovarý, al este de Kiev, estaba dentro del alcance de la artillería. Esto podría explicar por qué los rusos defendieron ferozmente sus posiciones en esta zona.

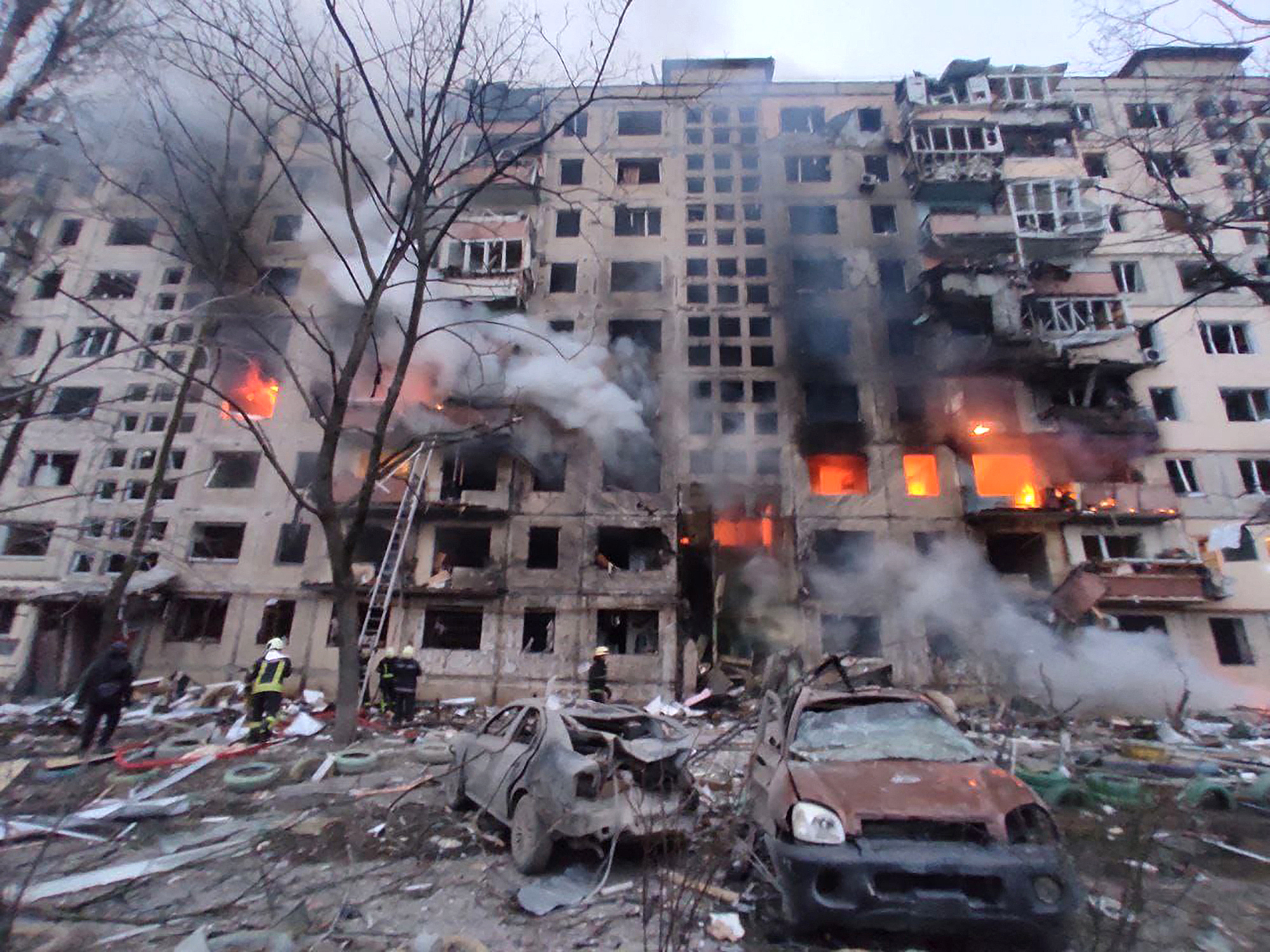
Casa en la calle Bohatyrska, 14 de marzo.
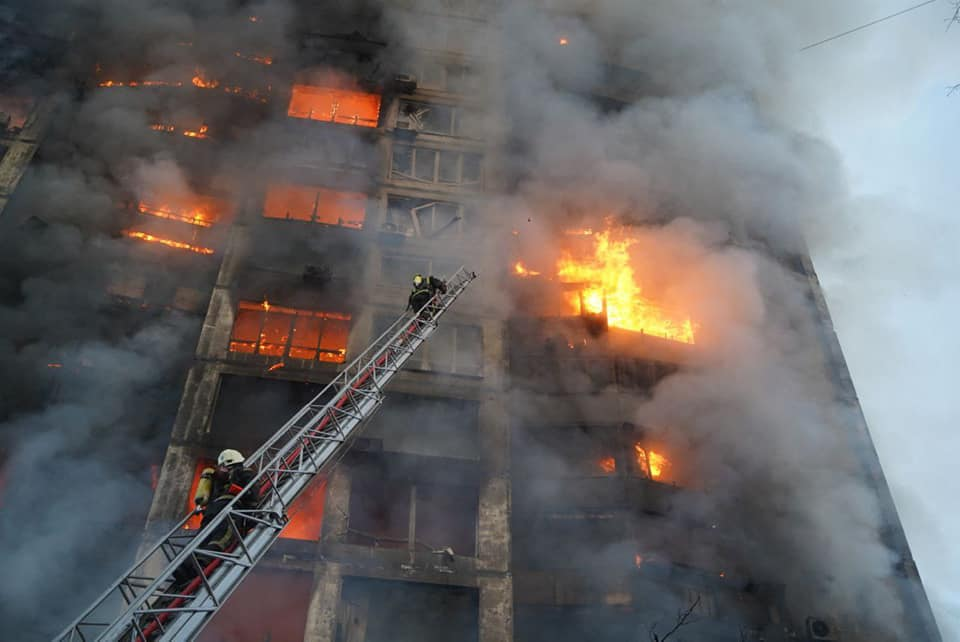
Edificio de 16 pisos en el raión de Sviatoshyn, 15 de marzo.
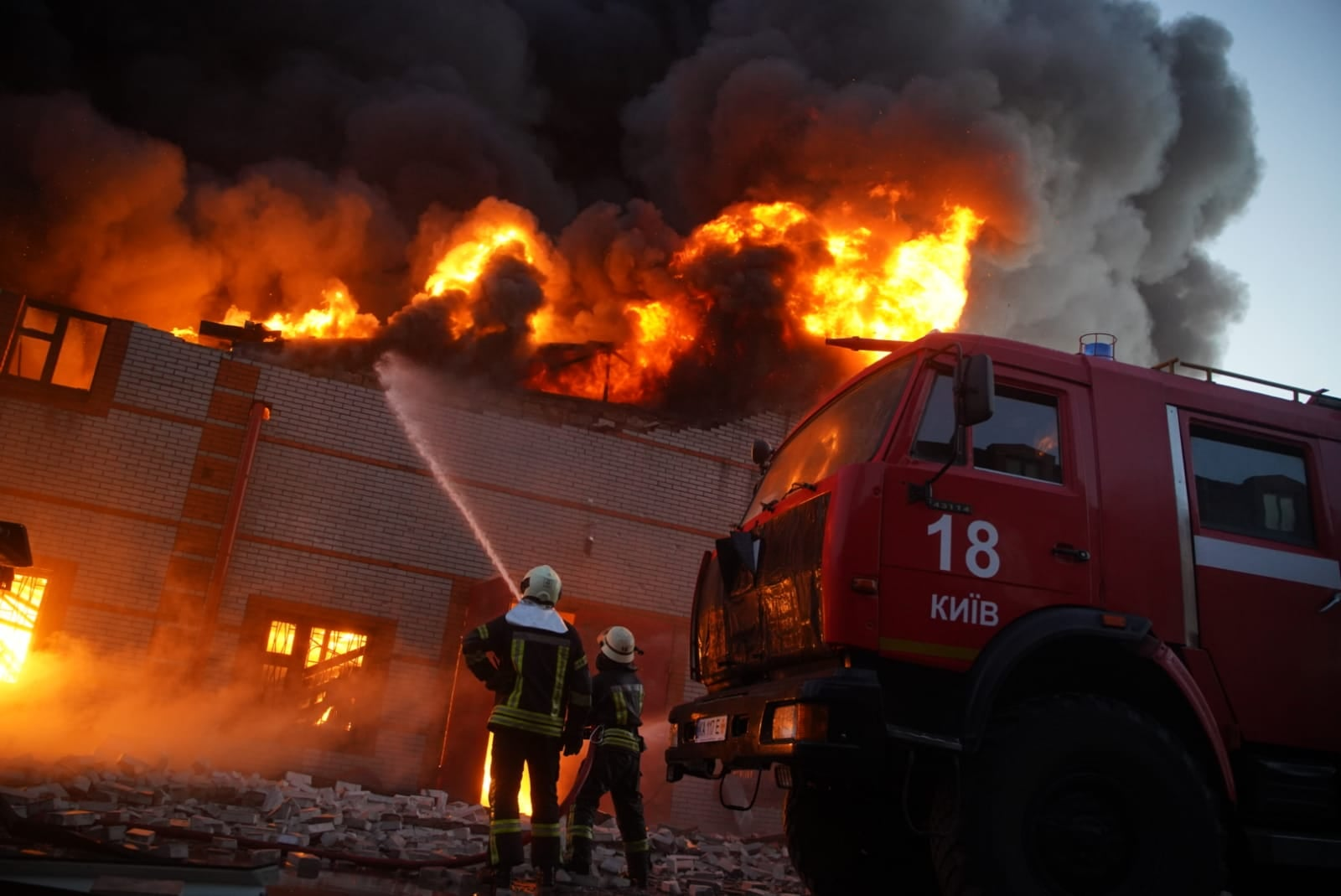
Incendio en un almacén en el raión de Sviatoshyn, 17 de marzo.
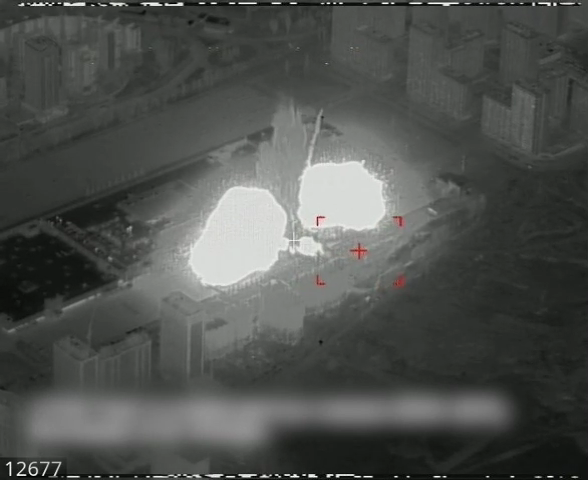
Bombardeo al centro comercial Retroville, 20 de marzo.
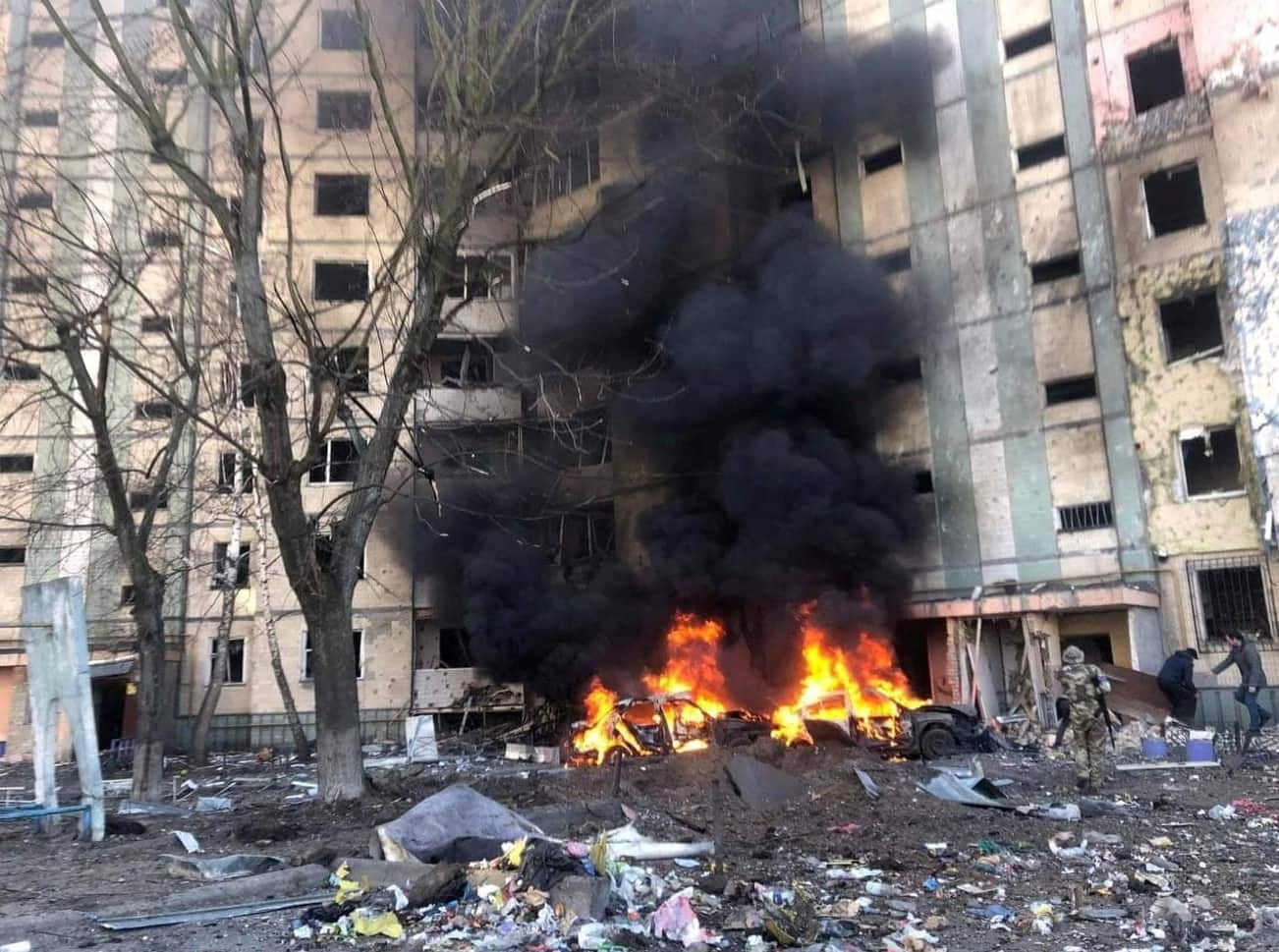
Casa bombardeada en el raión de Sviatoshyn, 20 de marzo.

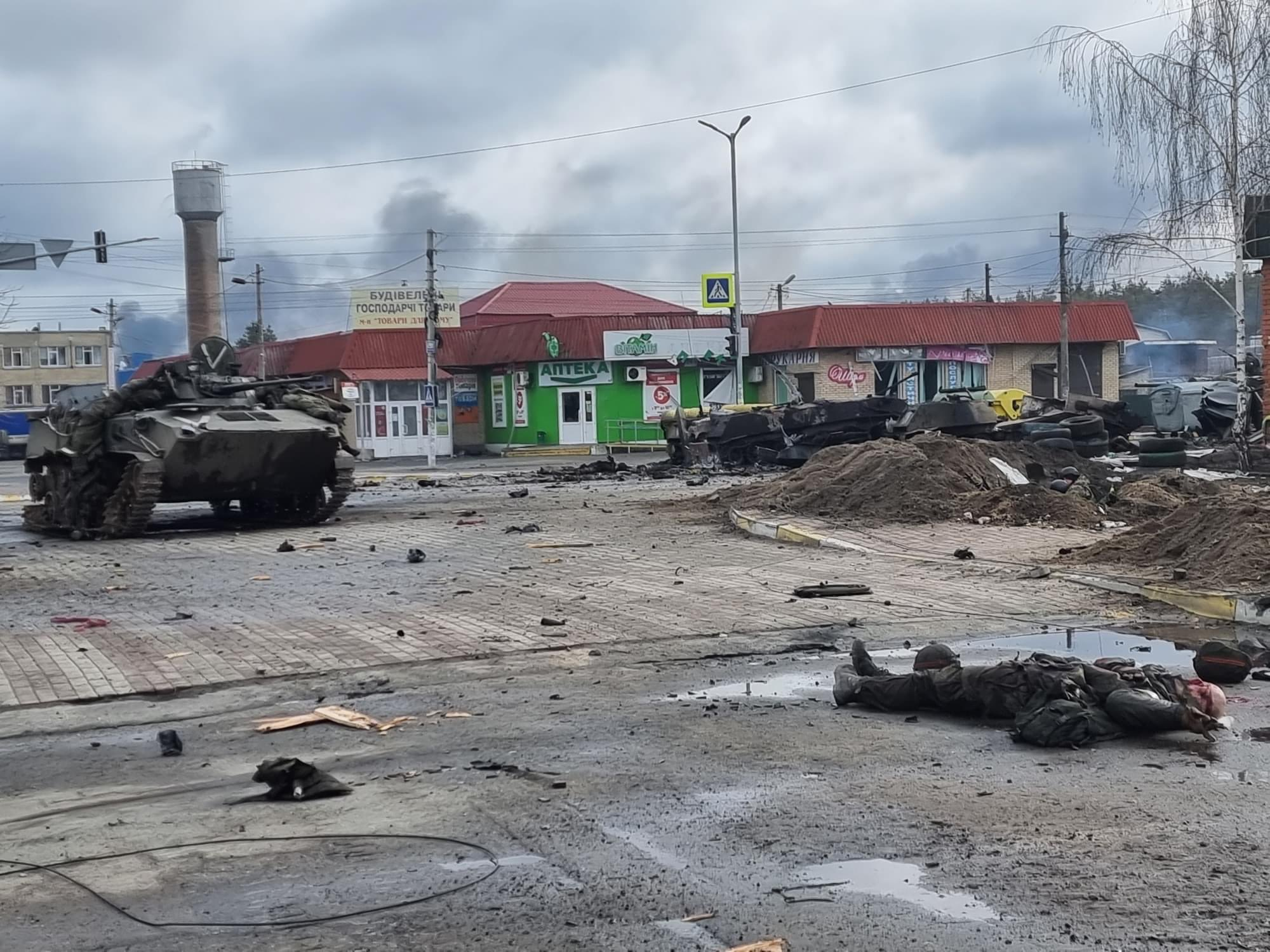
Las secuelas de los enfrentamientos en Hostómel, 4 de marzo.

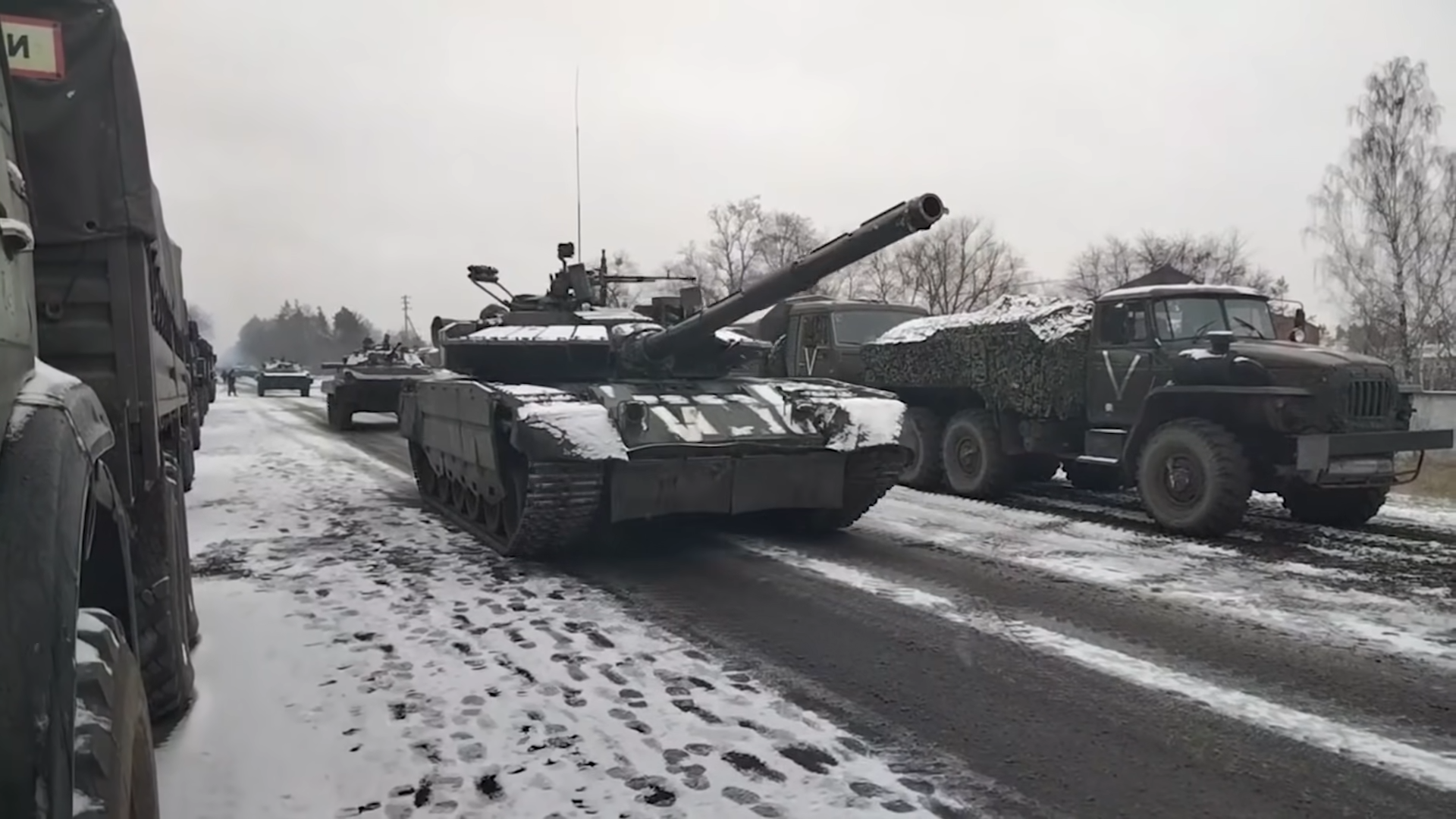
Una columna blindada rusa cerca de Kiev, 7 de marzo.

## Retirada rusa
En 29 de marzo de 2022, el viceministro de defensa ruso, Aleksandr Fomín, informó que debido al cumplimiento de la primera fase de la autocalificada como «Operación militar especial en Ucrania» y de cara a mejorar la confianza ucraniana en las siguientes rondas de conversaciones para la paz previstas en Estambul, las Fuerzas Armadas rusas se iban a empezar a retirar de los frentes de las óblast de Kiev y Cherníhiv.
Al día siguiente, Ucrania confirmó que los soldados rusos se estaban retirando hacia Bielorrusia en el frente de Kiev. La inteligencia militar británica en la zona, indicó que la retirada rusa se podía deber a la destacable cantidad de bajas sufridas por muchas de las unidades desplegadas en la zona.
Entre el 30 de marzo y el 4 de abril, las Fuerzas Armadas ucranianas retomaron el control de todas las poblaciones en el norte de la óblast de Kiev, así como de la central nuclear de Chernóbil.

## Batallas y asedios del teatro de operaciones
- Batalla del Aeropuerto Antónov
- Batalla de Brovary
- Batalla de Bucha
- Batalla de Chernóbil
- Batalla de Hostómel
- Batalla de Irpín
- Batalla de Ivánkiv
- Batalla de Kiev
- Batalla de Slavútych
- Batalla de Vasylkiv
- Batalla de Moschún (en:Battle of Moshchun)